# Quintanar del Rey (kommunhuvudort)
Quintanar del Rey är en kommunhuvudort i Spanien.   Den ligger i provinsen Provincia de Cuenca och regionen Kastilien-La Mancha, i den centrala delen av landet, 190 km sydost om huvudstaden Madrid. Quintanar del Rey ligger 723 meter över havet och antalet invånare är 7 539.
Terrängen runt Quintanar del Rey är huvudsakligen platt. Quintanar del Rey ligger nere i en dal. Runt Quintanar del Rey är det ganska glesbefolkat, med 43 invånare per kvadratkilometer. Quintanar del Rey är det största samhället i trakten. Trakten runt Quintanar del Rey består till största delen av jordbruksmark.